# Pablo Gibert Roig
Pablo Gibert Roig (1853-1914) fue un escultor español. La obra que le reportó más fama fue el monumento al General Espartero erigido en Madrid.

## Biografía

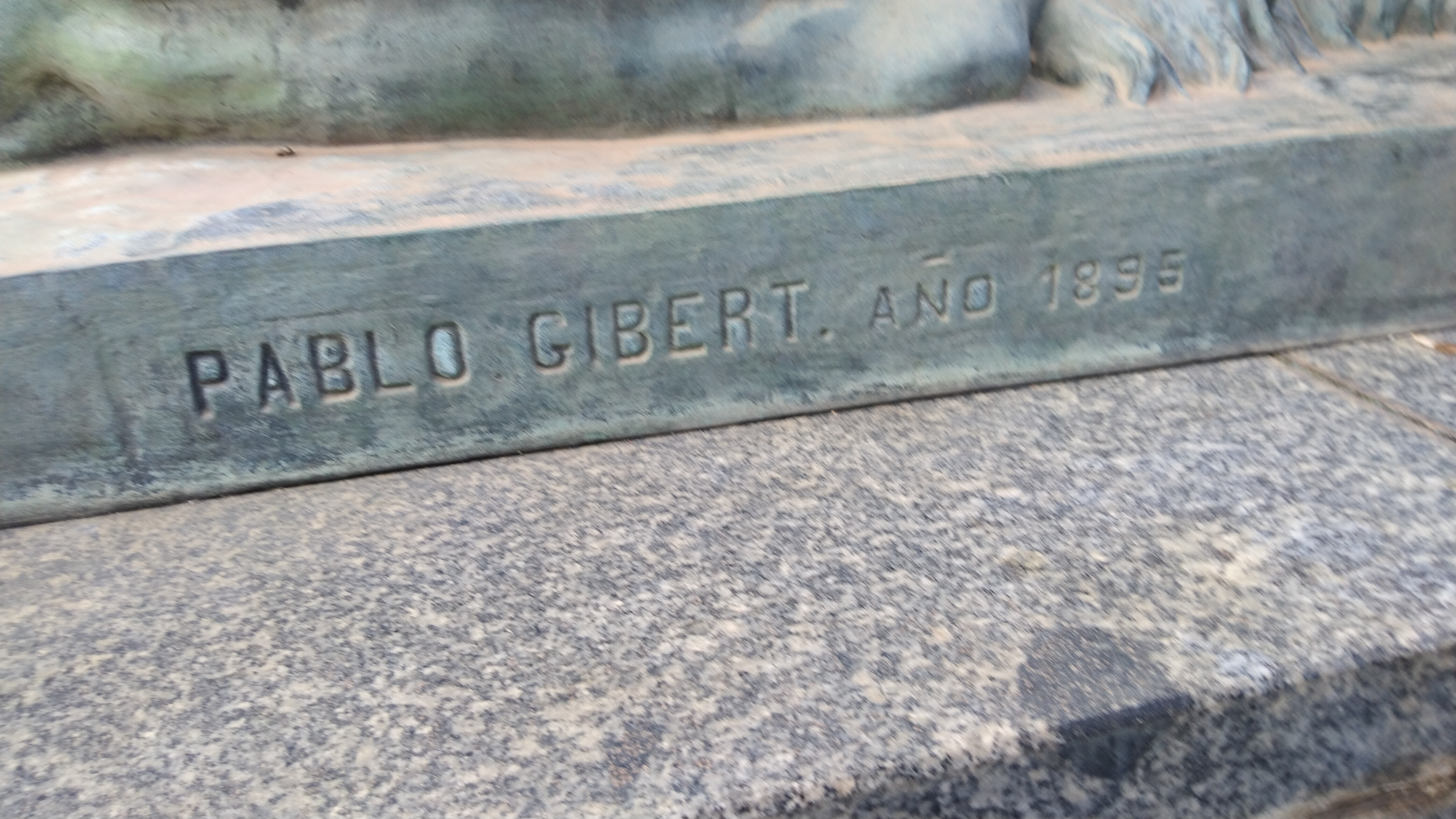
Firma de Pablo Gibert Roig (1895) en el Monumento a Espartero de Logroño.

Nació en Tarragona (Cataluña) el 7 de marzo de 1853, se trasladó a Barcelona a estudiar en la Escuela de Bellas Artes del Pla de Palau. Continuaría formándose en el taller del escultor Andrés Aleu. Fue en 1876 uno de los fundadores de la Associació Catalanista d'Excursions Científiques, germen del Centre Excursionista de Catalunya. Se relacionó en Madrid con Gaspar Núñez de Arce, que le encargó diversas obras. Recibió también encargos fruto de su amistad con el barcelonés Ricard Llorens Salamero.
Gibert, del que no se supo nada desde 1901, falleció en el olvido el 28 de mayo de 1914 en La Barceloneta.
Los atributos testiculares de su estatua ecuestre en Madrid se han relacionado con el origen de la frase popular de «tener más huevos que el caballo de Espartero».

## Obras
- La Elocuencia (1879)[7]

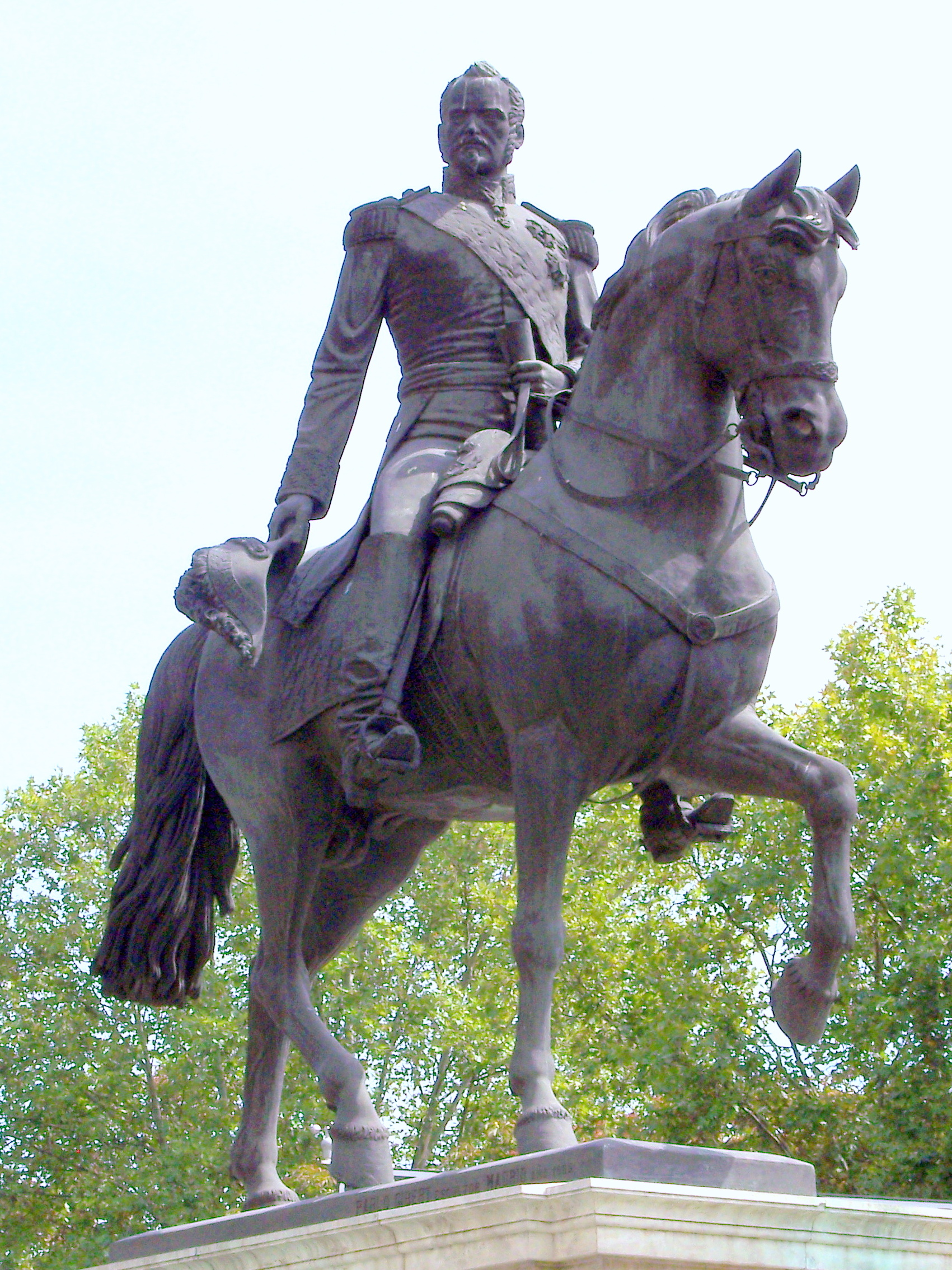
Monumento al General Espartero de Madrid.

- La Visión de Fray Martín (1881)[8]
- Busto de Gaspar Núñez de Arce (1881)[3]
- Retrato de Gaspar Núñez de Arce (1883, pintura)[9]
- Pedestal del monumento ecuestre al Marqués de Duero, de Andrés Aleu (1885)[10]
- Monumento al General Espartero (Madrid, calle de Alcalá, 1886)
- Retrato de Martínez de la Rosa (Madrid, Palacio del Senado, 1888)
- El Lunes (1887)[11]
- Retrat dels germans Llorens Casamitjana (1890)[12]
- Monumento a Práxedes Mateo Sagasta (Logroño, 1891)[13][14]
- Ensayos (1892)[11]
- Un violinista (1893)[15]
- Monumento Ecuestre al General Espartero (Logroño, 1895)[n. 1]
- Retrat de Ricard Llorens Casamitjana (1901)[5]